# Kepler-65b
Kepler-65b es uno de los tres planetas extrasolares que orbitan la estrella Kepler-65. Fue descubierta por el método de tránsito astronómico en el año 2013. Kepler-65b fue encontrado por la misión Kepler. Es muy probable que las señales de tránsito sean causadas por planetas debido a argumentos estadísticos, ya que el sistema parece albergar tres planetas y significativas variaciones de temporización de tránsito. Los dos planetas exteriores están cerca de un 7:5 de resonancia.